# Niinisaari (ö i Mellersta Finland, Joutsa, lat 61,68, long 26,48)
Niinisaari är en ö i Finland. Den ligger i sjön Suontee och i kommunen Joutsa i den ekonomiska regionen  Joutsa ekonomiska region  och landskapet Mellersta Finland, i den södra delen av landet, 190 km nordost om huvudstaden Helsingfors. Öns area är 13,2 hektar och dess största längd är 0,9 kilometer i nord-sydlig riktning.